# Relações entre China e Síria
As relações entre China e Síria referem-se as relações exteriores entre a República Popular da China e a República Árabe Síria. As relações diplomáticas entre os dois países foram estabelecidas em 1 de agosto de 1956. A China tem uma embaixada em Damasco e a Síria tem uma embaixada em Pequim.

## Relações econômicas
A China e a Síria têm relações comerciais significativas. Em 2009, o comércio mútuo entre os dois países foi de cerca de $2.2 bilhões de acordo com dados do Fundo Monetário Internacional e volumes comerciais similares foram esperados pelo Ministério da Economia da Síria para 2010. O comércio, no entanto, é quase que inteiramente de uma maneira. As exportações da Síria para a China representaram menos de 1% do volume total de comércio em $5.6 milhões, enquanto as exportações da China para a Síria valeram $2.2 bilhões, tornando a China o principal importador da Síria.  A China está ativamente envolvida na indústria do petróleo da Síria. A China National Petroleum Corporation possui um empreendimento conjunto parceiro com a companhia petrolífera nacional da Síria e a Royal Dutch Shell na Al-Furat Petroleum Company, o principal consórcio produtor de petróleo do país. 
O consórcio Al-Furat produz cerca de 100 mil barris por dia (bpd).  A Sinochem Group é outra empresa petrolífera chinesa que tem sido muito ativa em recentes propostas de exploração de petróleo. A CNPC e a Sinopec ajudaram a reviver a produção sob contratos de reabilitação para pequenos campos de petróleo maduros na Síria. 

## Relações militares
Em 1969, o então chefe do Estado Maior Mustafa Tlass liderou uma missão militar a Pequim e garantiu acordos de armas com o governo chinês.  Em um movimento calculado para antagonizar deliberadamente a União Soviética para que esta permanecesse afastada da disputa de sucessão que então acontecia na Síria, Mustafa Tlass permitiu-se fotografar acenando O Livro Vermelho de Mao Zedong, apenas dois meses depois dos sangrentos confrontos entre os exércitos chineses e soviéticos no Rio Ussuri. 
Em 1991, a China vendeu um reator de fonte de nêutrons em miniatura chamado SRR-1 à Síria.  Em 2015, a Síria declarou sua disposição em devolver o urânio à China após o desarmamento de suas armas químicas.
Em 1993 e 1996, a China ajudaria os programas de mísseis balísticos sírios. 
Em 19 de outubro de 1999, o ministro da Defesa da China, o general Chi Haotian, reuniu-se com o ministro da Defesa da Síria, Mustafa Tlass, em Damasco, na Síria, para discutir a expansão dos laços militares entre a Síria e a China. 
Em agosto de 2016, Guan Youfei, Diretor do Gabinete para a Cooperação Militar Internacional da Comissão Militar Central da China, afirmou que: "Os militares chineses e sírios tradicionalmente têm uma relação amigável, e os militares chineses estão dispostos a continuar fortalecendo o intercâmbio e a cooperação com os militares sírios".  A China desde o inicio apoia o regime sírio durante a Guerra Civil Síria.